# Tarde o temprano (programa de televisión)
Tarde o temprano fue un programa de televisión uruguayo de formato magacín, emitido por Teledoce entre el 16 de julio de 2018 y el 27 de marzo de 2020. Estuvo conducido por Cecilia Olivera, Paula Echevarría y Camila Cibils.

## Programa
El programa trató sobre actualidad y tendencias, conteniendo móviles, noticias actuales, cocina, humor y consejos. Es conducido por Cecilia Olivera, Camila Cibils, Paula Echevarría y Felipe Havranek. Además, varios móviles fueron realizados por Celso Cuadro y Pablo Arnoletti, este último exmúsico de la banda de cumbia uruguaya, Márama liderada por Agustín Casanova.
Durante el verano de 2019, el movilero Felipe Havranek se toma vacaciones y es reemplazado por Juan Pablo Brianza.
En marzo de 2020 debido a la situación económica derivada por la pandemia de enfermedad por coronavirus en Uruguay, se informó que el programa llegaría a su final. Se trata de una decisión del canal de reducir gastos de coproducciones con otras empresas, Tarde o Temprano era realizado por Metrópolis Films. Finalmente, el último programa fue emitido el 27 de marzo.

## Equipo

### Conducción
- Cecilia Olivera (2018-2020)
- Paula Echevarría (2018-2020)
- Camila Cibils (2018-2020)

### Móviles
- Felipe Havranek (2018-2019)
- Pablo Arnoletti (2018-2020)
- Celso Cuadro (2018-2020)
- Juan Pablo Brianza (2019-2020)